# اعتلال الكلية الناجم عن مواد التباين
اعتلال الكلية الناجم عن مواد التباين (CIN) هو شكل من أشكال تضرر الكليتين الناتج عن تعرّض مؤخر لمواد التصوير الشعاعي بالتباين (المواد المظللة) دون وجود سبب آخر واضح لإصابة الكليتين الحادة. يُعرّف اعتلال الكلية الناجم عن التباين كلاسيكيًا بأنه زيادة في كرياتينين المصل بنسبة 25% على الأقل و/أو زيادة مطلقة في كرياتينين المصل بمقدار 0.5 ملغ/ديسيلتر بعد استخدام عامل التباين اليود دون وجود سبب آخر واضح لإصابة الكليتين الحادة، ولكن استُخدمت تعاريف أخرى أيضًا.
على الرغم من التخمينات الكثيرة، لكن لم يُثبت حدوث اعتلال كلية فعلي ناجم عن التباين في الأدبيات الطبية. آلية اعتلال الكلية الناجم عن التباين ليست مفهومة تمامًا، ولكن يُعتقد أنها تشمل التخرب المباشر الناجم عن أنواع الأكسجين التفاعلية، والزيادة في إدرار البول الناجم عن مواد التباين، وزيادة استهلاك الأكسجين، وتغيرات في توسع الأوعية الدموية في الكليتين، وتغيرات في لزوجة البول.
أظهر تحليل الدراسات القائمة على الملاحظة أن استخدام مواد التباين الشعاعي في الفحص بالأشعة المقطعية لا يرتبط ارتباطًا وثيقًا بالتغيرات في وظائف الكليتين. بالنظر إلى الشكوك المتزايدة حول مساهمة مواد التباين الشعاعي في إصابة الكليتين الحادة، اقترحت الكلية الأمريكية للأشعة اسم إصابة الكلى الحادة بعد استخدام مواد التباين والتي لا تنطوي على دور سببي، ويُستحدم مصطلح اعتلال الكلية الناجم عن استخدام مواد التباين للحالات النادرة التي من المحتمل أن يكون السبب في حدوثها التداخل الشعاعي باستخدام مواد التباين.

## عوامل الخطر
يوجد عوامل خطر متعددة لاعتلال الكلية الناجم عن استخدام مواد التباين، إذ أكدت مراجعة في عام 2016 على أن بعضها هي مرض الكلى المزمن، وداء السكري، وارتفاع ضغط الدم، وانخفاض الحجم في الأوعية الدموية، والشيخوخة.

### انخفاض وظائف الكليتين
تصنف المبادئ التوجيهية الأوروبية انخفاض وظيفة الكليتين الأولية عامل خطر لاعتلال الكلية الناجم عن استخدام مواد التباين في الحالات التالية:
- معدل الترشيح الكبي المُقدّر (eGFR) أقل من 45 مل/دقيقة/1.73 م2 من مساحة سطح الجسم قبل حقن المادة عبر الشرايين عند تعرض الكليتين لأول مرة لهذه المواد (بشكل لا تمر به عبر الرئتين أو الدوران الدموي المحيطي قبل الكليتين)، أو في وحدة العناية المركزة.
- معدل الرشح الكبي أقل من 30 مل/دقيقة/1.73 م2 قبل حقن مادة التباين عبر الوريد أو داخل الشرايين مع التعرض الكلوي المسبق لنفس المادة.
- يوجد، أو يشتبه بوجود إصابة كليتين الحادة.

من أجل حساب معدل الرشح الكبي المقدرة من الكرياتينين، تستخدم الإرشادات الأوروبية صيغة CKD-EPI عند البالغين  بعمر أو أكبر من 18 عامًا، وصيغة شوارتز المنقحة عند الأطفال. لا توصي الإرشادات السويدية بأية صيغة محددة عند الأطفال بسبب نقص الأدلة، ولكن من ناحية أخرى يوصى حساب معدل الرشح الكبي بالاعتماد على السيستاتين سي بدلًا من الكرياتينين عند الذين يملكون كتلة عضلية شاذة أو المصابين بقصور كبدي، أو تليف في الكبد.

### مقياس روكسانا مهران
يعتبر مقياس روكسانا مهران قاعدة تنبؤ سريرية لتقدير احتمال اعتلال الكلية (زيادة ≥25% و/أو ≥0.5 ملغ/دل في كرياتينين المصل خلال 48 ساعة):
عوامل الخطر:
- قيم ضغط الدم الانقباضي أصغر من 80 مم زئبق نعطي 5 نقاط (إذا كان الضغط الانقباضي أقل من 80 مم زئبق لمدة ساعة واحدة على الأقل ستتطلب الحالة دعم تقلصي عضلي).
- وجود مضخة البالون الشرياني نعطي 5 نقاط.
- قصور القلب الاحتقاني، بدءًا من الدرجة الثالثة بحسب التصنيف الوظيفي لجمعية القلب في نيويورك NYHA (التحدد الملحوظ للنشاط بسبب الأعراض، حتى أثناء النشاط الأقل من المعتاد) حتى الدرجات الأسوأ، أو في حال وجود قصة مرضية مسبقة لوذمة رئوية نعطي 5 نقاط.
- العمر أكثر من 75 سنة نعطي 4 نقاط.
- مستوى الهيماتوكريت أقل من 39% للرجال و35% للنساء نعطي 3 نقاط.
- داء السكري نعطي 3 نقاط.
- حجم مادة التباين المأخوذ نعطي نقطة واحدة لكل 100 مل محقونة.
- انخفاض وظائف الكليتين:
  - مستوى الكرياتينين في الدم أكثر من 1.5 غرام/ ديسيلتر نعطي 4 نقاط.

      أو
- - معدل الرشح الكبي المقدر (لحسابه عبر الإنترنت):
    - درجتان لرشح كبي 40-60 مل/دقيقة/1.73 م2.
    - أربع درجات لرشح كبي 20-40 مل/دقيقة/1.73 م2.
    - ست درجات لرشح كبي أقل من 20 مل/دقيقة/1.73 م2.

التسجيل:
5 نقاط أو أقل:
- خطر اعتلال الكلية 7.5.
- خطر غسيل الكليتين  0.04%.

6-10 نقاط:
- خطر اعتلال الكلية  14.0.
- خطر غسيل الكليتين  0.12%.

11-16 نقطة:
- خطر اعتلال الكلية 26.1.
- خطر غسيل الكليتين 1.09%.

أكثر من 16 نقطة:
- خطر اعتلال الكلية 57.3.
- خطر غسيل الكليتين 12.8%.

### عوامل أخرى
بحسب الإرشادات الأوروبية الإجراءات التالية هي من عوامل الخطر:
- إعطاء جرعات كبيرة من عوامل التباين داخل الشرايين مع التعرض الكلوي لأول مرة.
- استخدام عوامل تباين ذات أوسمولية عالية (استخدام محدود في اليوم).
- استخدام حقنات متعددة من مواد التباين في غضون 48-72 ساعة. تتضمن الإرشادات السويدية على الأقل عوامل تباين الغادولينيوم المستخدمة في الرنين المغناطيسي.

يوجد بحسب الإرشادات السويدية عوامل الخطر الإضافية التالية:
- نقص الأكسجة.
- التليف الكبدي.
- مضادات الالتهاب غير الستيروئيدية أو الأدوية السامة للكلية.
- المرضى المعتمدون على غسيل الكليتين مع وظيفة كلوية متبقية لا تقل عن 400 مل البول/24 ساعة.
- المرضى الذين خضعوا لزرع كلية.

## الوقاية
البدائل الرئيسية للأشخاص المعرضين لخطر اعتلال الكلية الناجم عن مواد التباين هي:
- تعديل الجرعة الشعاعية.
- علاج أو تخفيف عوامل الخطر.
- عدم حقن مواد التباين في الوريد من أجل إجراء الفحص.
- التغيير إلى طريقة أخرى مثل الموجات فوق الصوتية أو التصوير بالرنين المغناطيسي.

### تعديل الجرعة
وفقًا للإرشادات الأوروبية، يجب أن تكون نسبة جرعة مواد التباين (بالغرام من اليود) مقسومة على معدل الترشيح الكبي المطلق المقدر (GFR) أقل من 1.1 غ/(مل/دقيقة) لإعطاء وسائط التباين داخل الشرايين مع أول مرور كلوي لها (لا يمر عبر الرئتين أو الأنسجة المحيطية قبل الوصول إلى الكليتين). الإرشادات السويدية أكثر تقييدًا، وتوصي بنسبة أقل من 0.5 غ/(مل/دقيقة) عند المرضى الذين يعانون من عوامل الخطر وبغض النظر عن طريق الإعطاء، وأكثر حذرًا حتى عند التعرض الكلوي لأول مرة.

### علاج أو تخفيف عوامل الخطر
تقلل إماهة المريض عن طريق الشرب أو إعطاء موسع حجم عبر الوريد، إما قبل أو بعد إعطاء مادة التباين من خطر اعتلال الكلية الناجم عن مواد التباين. تدعم الأدلة أيضًا استخدام الأسيتيل سيستئين مع محلول ملحي عن طريق الوريد للمرضى الذين يحصلون على مواد تباين منخفضة الوزن الجزيئي. ويُنصح أيضًا باستخدام الستاتين مع الأسيتيل سيستئين ومحلول ملحي في الوريد.
- قد تكون الإماهة الفموية فعالة مثل فعالية الإماهة الوريدية من أجل الوقاية من حدوث اعتلال الكلية الناجم عن مواد التباين، وذلك وفقًا لمراجعة في عام 2013.

- قد تساعد مضادات الأدينوسين مثل ميثيل زانثين الثيوفيلين والأمينوفيلين، على الرغم من وجود نتائج متعارضة للدراسات التي أجريت عليها.[11][12]

- قد يقلل إعطاء الأسيتيل سيستئين-ن (NAC) عن طريق الفم مرتين في اليوم، في اليوم السابق وفي يوم العملية إذا كان طرح الكرياتينين أقل من 60 مل/دقيقة (1.00 مل/ثانية) من المخاطر. يعتقد بعض المؤلفين أن فائدته ليست كبيرة. خلصت مراجعة منهجية إلى أن الأسيتيل سيتئين-ن «من المرجح أن يكون مفيدًا» لكنها لم توص بجرعة معينة.[13][14]

- حمض الأسكوربيك قد يكون وقائي ضد اعتلال الكلية الناجم عن استخدام مواد التباين، وفقًا لمراجعة منهجية لتجارب منضدة معشاة.[15]